# Rheocles vatosoa
Rheocles vatosoa is een straalvinnige vissensoort uit de familie van de bedotia's (Bedotiidae). De wetenschappelijke naam van de soort is voor het eerst geldig gepubliceerd in 2002 door Stiassny, Rodriguez & Loiselle.
De soort is endemisch in Madagaskar.